# 植田工
植田 工（うえだ たくみ、1978年7月 - ）は、日本のアーティスト・アートディレクター。

## 概要
表現方法は、絵画、イラスト、映像など、多岐にわたる。
脳科学者・茂木健一郎の弟子で、2017年に独立。
茂木健一郎著『東京藝大物語』の主人公「ジャガー」のモデルとなっている。

代表作には『シーシュポスの神話』三連作、アニメーション『胸に釘の刺さった男の子』、『マリア』シリーズ がある。
「目黒学園カルチャースクール」で「15歳からの造形教室」の講師をやっている。

## 経歴
- 2005年 東京藝術大学美術学部絵画科油画専攻  卒業[1]
- 2007年 東京藝術大学大学院美術研究科美術解剖学修士課程 （布施英利研究室） 修了[2]
- 2007年-2010年 （株）オリエンタルランド 勤務[2]
- 2010年-2017年4月 脳科学者・茂木健一郎に師事[2][12][7]
- 2017年4月- 独立[7]

## 主な活動

### イラスト
- 集英社『UOMO』連載イラスト - 2017年12月号現在 担当中
- 第三文明社『第三文明』 連載イラスト - 2017年12月号現在 担当中[11]
- 2012年 講談社 池上高志著『生命のサンドウィッチ理論』[13] 挿画
- 2013年TOKYO FM - 『茂木健一郎監修 脳が元気になるダイアリー』[14] イラスト
- 2014年 第三文明社『脳科学者・茂木健一郎の人生相談』 [15] イラスト
- 2014年-2016年 集英社サイト『アートの交差点』連載[16]
- 2017年 新潮社『ヤセないのは脳のせい』[17] 挿画
- 2017年   『早わかりシリーズ♪〜ジャコメッティ編〜』　 画・テキスト

### 個展
- 2005年『　A-B-C　』[1]
- 2012年7月 『イメージ　スケッチ　ドローイング』[18]
- 2012年『うえだたくみ　イラスト展』[1]
- 2012年『生命のサンドウィッチ理論』[1]
- 2012年9月『キャラクター　背景　風景』[19]
- 2013年5月『背景が人物より近くへ　人物が遠のく風景へ』[20]
- 2014年『シシューポスの神話』[21]
- 2015年8月『Maria』[22]
- 2016年10月 『ウルトラ怪獣墓場展』[23]
- 2017年1月『doodle drawing』[2][24]
- 2017年6月夏至祭@桐生 にて展示[25]
- 2019年2月『植田工務店』[26]

### グループ展
- 1999年 『代官山インスタレーション ドローイング展』[1]
- 2000年 SICF1[27]
- 2001年 SICF2[28]
- 2002年 SICF3[29]
- 2004年 SICF5[30]
- 2008年 SICF9[4]
- 2009年 SICF10[31]
- 2012年『ナンセンス2013』[1]
- 2012年11月『one hundred orders』 植田 工 × 茂木健一郎[32]
- 2013年1月『植田工×島田真悠子二人展』[33]
- 2013年2月『植田工×島田真悠子×水尻自子×椋本真理子 グループ展』[34]
- 2013年『MATATA展 植田工×石田多朗×渡辺雅絵』[35]
- 2016年6月-7月 『MASATAKA CONTEMPORARY＋RISE GALLERY』[36]
- 2017年7月-8月RiseGallery「Special Edition 2017」[37]
- 2017年8月 アトリエCOMの40周年記念「アトリエCOMの仲間たち展」[38]
- 2018年1月-3月 AOMORIトリエンナーレ2017[39][40] Unlimited部門 招聘作家（池上　高志　+　植田　工）[6]
- 2018年 6月 SpecialEdition2018 長谷良樹＋光藤雄介＋植田工『３人展』[41]

### イベント
- 2018年5月 GROOVETUBE FES.'18[42] - LivePainting

## 植田工のドローイング
植田工のドローイングは、主にiPad ProとApple Pencilを用いて行われる。使用ソフトはPainter
など。
作品はdoodleであり、無意識に描いている落書きである。
2016年春、退院後の安静期間に、師匠である茂木健一郎からの助言により、ドローイングを描き始める。
。師匠への生存確認の目的から始まったが、しだいに日課になっていく。独立前の作品は茂木健一郎 公式ブログから#植田工ドローイング
で公開されている。
独立後も
植田自身のブログ
において毎日更新されている。